# Pixelmator
Pixelmator — многофункциональный графический редактор, разработанный для macOS. Pixelmator использует Core Image(en) и OpenGL - технологии, которые используют видеокарты Mac для обработки изображений.
Pixelmator — первый коммерческий графический редактор, который полностью поддерживает формат изображений WebP на Mac.

## Особенности
- Использование таких технологий, как ImageMagick, Core Image, Automator, Cairo и Sparkle.
- Поддерживаются Photoshop изображения со слоями, а также более 100 других форматов изображения.
- Инструменты векторного рисования.
- 16 инструментов цветокоррекции и более 50 фильтров
- Интеграция с Mac OS X и iLife приложениями, такими как iPhoto.
- Быстрое преобразование файлов можно сделать с помощью действий Automator.
- Mac OS X ColorSync и профили ColorSync поддерживаются.
- Поддержка функций Mac OS X Lion, такие как версии, автоматическое сохранение и полноэкранный режим.